# San Francisco Shamrocks
Die San Francisco Shamrocks waren ein US-amerikanisches Eishockeyfranchise der Pacific Coast Hockey League aus San Francisco, Kalifornien.  

## Geschichte
Die San Francisco Shamrocks wurden zur Saison 1944/45 als Franchise der Pacific Coast Hockey League gegründet. In dieser spielten sie insgesamt sechs Jahre lang. Die erfolgreichste Spielzeit für die Mannschaft war die Saison 1949/50, in der sie den ersten Platz der South Division belegte. Wie in den Jahren zuvor konnten sich die Shamrocks jedoch anschließend nicht in den Playoffs um den Lester Patrick Cup, den Meistertitel der PCHL, durchsetzen. Anschließend stellte die Mannschaft aus San Francisco den Spielbetrieb ein. 

## Saisonstatistik
Abkürzungen: GP = Spiele, W = Siege, L = Niederlagen, T = Unentschieden, OTL = Niederlagen nach Overtime SOL = Niederlagen nach Shootout, Pts = Punkte, GF = Erzielte Tore, GA = Gegentore, PIM = Strafminuten
| Saison  | GP | W  | L  | T | OTL | SOL | Pts | GF  | GA  | Platz       | Playoffs |
| 1944/45 | 20 | 7  | 12 | 1 | —   | —   | 15  | 102 | 142 | 2., Central |          |
| 1945/46 | 40 | 11 | 29 | 0 | —   | —   | 22  | 159 | 229 | 5., South   |          |
| 1946/47 | 60 | 17 | 42 | 1 | —   | —   | 35  | 217 | 329 | 6., South   |          |
| 1947/48 | 66 | 35 | 29 | 2 | —   | —   | 72  | 243 | 227 | 2., South   |          |
| 1948/49 | 70 | 29 | 36 | 5 | —   | —   | 63  | 273 | 271 | 5., South   |          |
| 1949/50 | 71 | 35 | 27 | 9 | —   | —   | 79  | 266 | 233 | 1., South   |          |